# Sukulu

Der Karbonatit von Sukulu, vom rund 4 Kilometer entfernten Karbonatit von Tororo aus gesehen.

Der Sukulu ist ein rund vier Kilometer durchmessender tertiärer Karbonatitkomplex und der südlichste einer Gruppe von alkalischen Komplexen im südöstlichen Uganda nahe der kenianischen Grenze und gehört zum afrikanischen Grabenbruch.

## Lage
Sein Name stammt von den Sukulu Hills, einer rund 200 m hohen, ringförmigen Hügelgruppe. Er liegt ca. 4 Kilometer südsüdwestlich der Stadt Tororo. 

## Geologie
Die den Komplex umgebenden Syenite sind nicht aufgeschlossen und nur aus Bohrungen bekannt. Der Karbonatit besteht hauptsächlich aus grobkörnigem Calcitkarbonatit (Sövit), wobei dolomitische und ankeritische Phasen vorkommen. Daneben treten
Tinguaitgänge und vereinzelt fenitisierte Brekzien auf. An akzessorischen Mineralen sind hauptsächlich Magnetit, Apatit, Pyrit, Pyrochlor und dunkle Glimmer vertreten, untergeordnet kommen auch Zirkon, Baddeleyit, Baryt, Pyroxene, Chalkopyrit, Blei und Gold vor. 
Aufgrund der Morphologie haben sich in den drei Tälern zwischen den karbonatitischen Hügelketten bis zu 60 m mächtige Residualböden abgelagert, in denen sich besonders Magnetit und Apatit als Residualseifen zu teilweise abbauwürdigen Mengen angereichert haben. Besonders im North Valley wurden diese zwischen 1960 und 1970 von der Tororo Industrial Chemicals and Fertilizers Ltd. (TICAF) abgebaut und in einer Flotationsanlage auf rund 40 % Phosphatgehalt angereichert und als Düngemittel verkauft. Während des wirtschaftlichen Niederganges unter der Herrschaft Idi Amins und des anschließenden Bürgerkrieges wurde die Produktion eingestellt.